# موت في الظهيرة

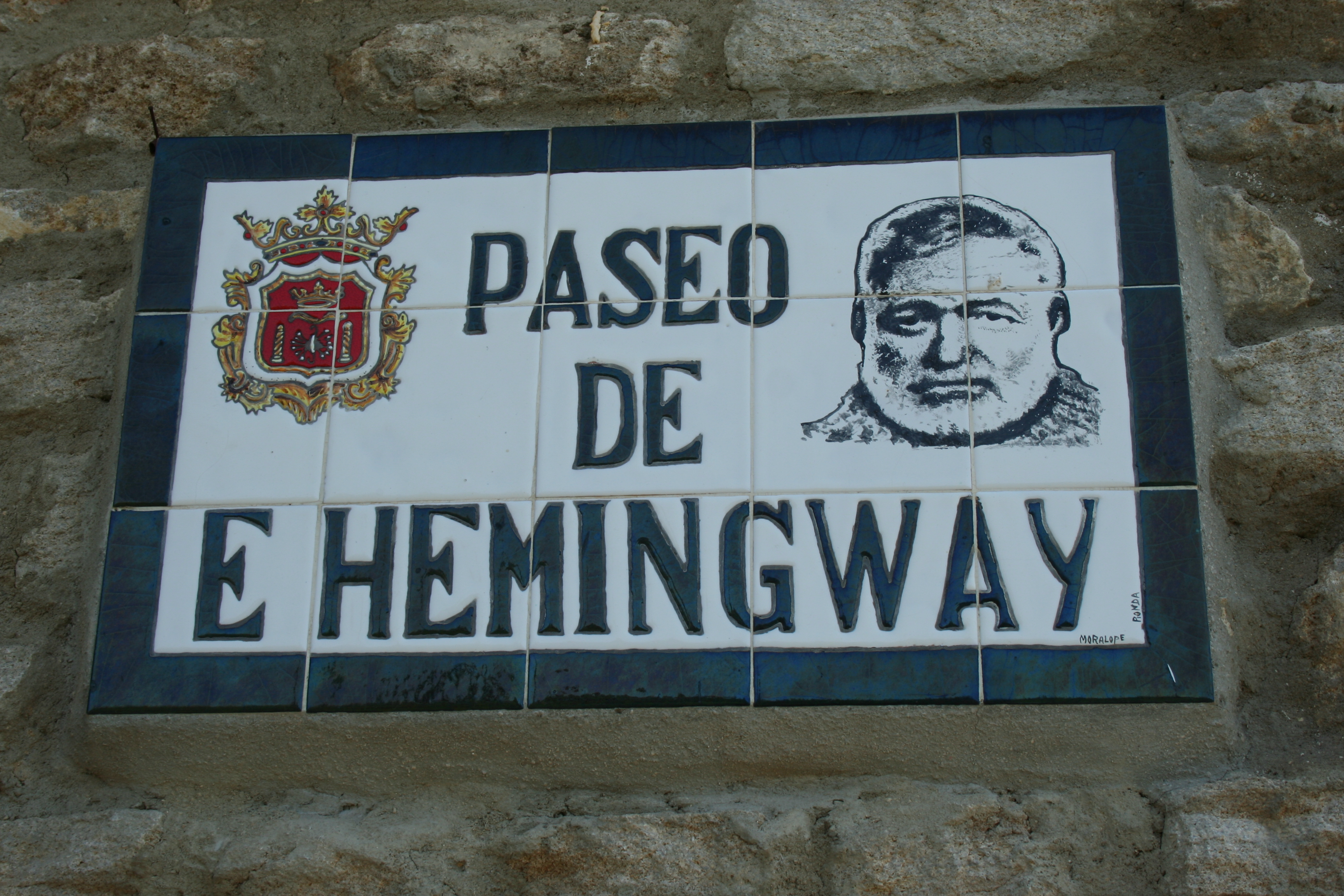
ممشي مسمي باسم ارنست هيمنجواي، روندا، إسبانيا

«موت في الظهيرة» (بالانجليزية Death in the Afternoon) هو كتاب غير خيالي للكاتب الأمريكي إرنست هيمنغواي عن مراسم وتقاليد مصارعة الثيران الإسبانية، حيث نشر في عام 1932.
ويلقي الكتاب نظرة على التاريخ وما اعتبره هيمنغواي روعة مصارعة الثيران، كما يحتوي على تأملات عميقة في طبيعة الخوف والشجاعة، وهو في الأصل كتاب مرشد ينقسم إلى ثلاثة أقسام رئيسة هي: أعمال هيمنغواي، وصوره، ومعجم للمصطلحات.
ولقد نُشر كتاب «موت في الظهيرة» في 23 سبتمبر عام 1932، واحتوت الطبعة الأولى على قرابة 10,000 نسخة.

## محتوي الكتاب
| من المحتمل أن تكون أول مصارعة ثيران يحضرها مشاهد ليست جيدة من الناحية الفنية، لأن حدوث هذا يلزمه مصارعو ثيران جيدون وثيران جيدة كذلك، فوجود مصارعين مبدعون وثيران ضعيفة لا تنتج عنه مصاراعات ممتعة، فمصارع الثيران الذي يملك القدرة علي فعل أشياء غير اعتيادية مع الثور قادر على تفجير درجة عالية من العواطف لدي المشاهد لن يحققها مع ثور لا يستطيع الاعتماد عليه ... |
| —ارنست هيمنجواي - موت في الظهيرة |

أي بحث بشأن مصارعة الثيران سيكون ناقصًا دون الإشارة للجدل المحيط به، وقد كان تعليق هيمنغواي بخصوص هذه النتيجة: «أن أي شيء قادر على إثارة العواطف لصالحها سوف يرفع بالتأكيد نفس القدر من العواطف ضدها» قاصدًا مصارعة الثيران، وقد أصبح هيمنغواي هاويًا لمصارعة الثيران بعد حضوره مهرجان بامبلونا في عشرينات القرن العشرين، والذي كتب عنه في روايته «الشمس تشرق أيضًا»، وفي «موت في الظهيرة» يستكشف هيمنجواي ميتافيزيقا مصارعة الثيران، والطقوس - ومعظمها ممارسات دينية- التي اعتبرها مماثلة لبحث الكاتب عن معني الحياة وجوهرها، حيث وجد في مصارعة الثيران الطبيعة العنصرية للحياة والموت.
كان هيمنجواي متأثرًا في كتاباته في إسبانيا بالسيد الأسباني «بيو باروجا»، وعندما حصل هيمنجواي على جائزة نوبل سافر خصيصًا ليري باروجا -الذي كان على فراش الموت- ليخبره انه كان يستحق الجائزة أكثر منه، وقد وافقه باروجا على ذلك. وأعقب ذلك شئ من شجار هيمنجواي المعتاد مع كاتب آخر على الرغم من نواياه الحسنة في الأصل.

## وصلات خارجية
- أرشيفات هيمنجواي
- موت في الظهيرة - النص الأصلي
- تعليقات القراء على كتاب «موت في الظهيرة» - Good Readers
- مصارعة الثيران في إسبانيا رياضة شعبية مضرجة بالدماء
- نهاية مصارعة الثيران في كاتالونيا الأسبانية